# Nikolái Kovsh
Nikolái Petróvich Kovsh –en ruso, Николай Петрович Ковш– (Moscú, 22 de enero de 1965) es un deportista soviético que compitió en ciclismo en la modalidad de pista, especialista en la prueba de velocidad individual.
Participó en dos Juegos Olímpicos de Verano, en la prueba de velocidad individual, obteniendo una medalla de plata en Seúl 1988 y el séptimo lugar en Barcelona 1992.
Ganó una medalla de bronce en el Campeonato Mundial de Ciclismo en Pista de 1989.

## Medallero internacional
| Juegos Olímpicos   | Juegos Olímpicos      | Juegos Olímpicos  | Juegos Olímpicos         |
| Año                | Lugar                 | Medalla           | Competición              |
| ------------------ | --------------------- | ----------------- | ------------------------ |
| 1988               | Seúl ( Corea del Sur) | Medalla de plata  | Velocidad individual     |
| Campeonato Mundial |                       |                   |                          |
| Año                | Lugar                 | Medalla           | Competición              |
| 1989               | Lyon ( Francia)       | Medalla de bronce | Velocidad individual (A) |